# Vaná
Vanailson Luciano de Souza Alves, meglio noto come Vaná (Planaltina, 25 aprile 1991), è un calciatore brasiliano, portiere dell'Arīs Limassol.

## Carriera
Cresciuto nelle giovanili del Coritiba, ha esordito in Série A l'8 dicembre 2013 in un match vinto 1-0 contro il San Paolo.

## Statistiche

### Presenze e reti nei club
Statistiche aggiornate al 3 giugno 2017.
| Stagione        | Squadra         | Campionato      | Campionato | Campionato | Coppe nazionali | Coppe nazionali | Coppe nazionali | Coppe continentali | Coppe continentali | Coppe continentali | Altre coppe | Altre coppe | Altre coppe | Totale | Totale |
| Stagione        | Squadra         | Comp            | Pres       | Reti       | Comp            | Pres            | Reti            | Comp               | Pres               | Reti               | Comp        | Pres        | Reti        | Pres   | Reti   |
| --------------- | --------------- | --------------- | ---------- | ---------- | --------------- | --------------- | --------------- | ------------------ | ------------------ | ------------------ | ----------- | ----------- | ----------- | ------ | ------ |
| 2012            | Canoas          | GAU             | 9          | -8         | CB              | 0               | 0               |                    | -                  | -                  |             | -           | -           | 9      | -8     |
| 2012            | Chapecoense     | C+CAT           | 0          | 0          | CB              | 0               | 0               |                    | -                  | -                  |             | -           | -           | 0      | 0      |
| 2013            | Coritiba        | A+PAR           | 2+1        | -3;0       | CB              | 1               | 0               | CS                 | 1                  | -2                 |             | -           | -           | 5      | -5     |
| 2014            | Coritiba        | A+PAR           | 0          | 0          | CB              | 0               | 0               |                    | -                  | -                  |             | -           | -           | 0      | 0      |
| 2015            | Coritiba        | A+PAR           | 1+17       | -3;-13     | CB              | 3               | -5              |                    | -                  | -                  |             | -           | -           | 21     | -21    |
| Totale Coritiba | Totale Coritiba | Totale Coritiba | 21         | -19        |                 | 4               | -5              |                    | 1                  | -2                 |             | -           | -           | 26     | -26    |
| 2016            | ABC             | C+POT           | 10+16      | -7;-14     | CB              | 4               | -5              |                    | -                  | -                  |             | -           | -           | 30     | -26    |
| 2016-2017       | Feirense        | PL              | 25         | -31        | TP+TL           | 0+3             | 0;-3            |                    | -                  | -                  |             | -           | -           | 28     | -34    |
| Totale carriera | Totale carriera | Totale carriera | 81         | -79        |                 | 11              | -13             |                    | 1                  | -2                 |             | -           | -           | 93     | -94    |

## Palmarès

### Club

#### Competizioni statali
- Campionato Paranaense: 1

Coritiba: 2013
- Campionato Potiguar: 1

ABC: 2016

#### Competizioni nazionali
- Supercoppa di Portogallo: 1

Porto: 2018
- Campionato cipriota: 1

Aris Limassol: 2022-2023
- Supercoppa di Cipro: 1

Aris Limassol: 2023